# 부일중학교 (인천)
부일중학교(富一中學校)는 대한민국 인천광역시 부평구 삼산동에 있는 공립 중학교이다.

## 학교 연혁
- 1992년 2월 15일 : 부일중학교 15학급 설립 인가
- 1992년 3월 1일 : 초대 변해명 교장 취임
- 1995년 2월 16일 : 제1회 졸업식 794명
- 2000년 8월 1일 : 삼산동으로 학교 이전
- 2023년 3월 1일 : 제15대 김원효 교장 취임
- 2024년 2월 7일 : 제30회 졸업 197명(누계 13,268명)
- 2024년 3월 4일 : 신입생 143명 입학

## 참고 자료
- 부일중학교 - 한국교육학술정보원 학교알리미